# Пейчин Анастасов
Пейчин Анастасов е български революционер, деец на Вътрешната македоно-одринска революционна организация.

## Биография
Пейчин Анастасов е роден през 1886 година в охридското село Велгощи, тогава в Османската империя, днес в Северна Македония. През 1902 година се присъединява към ВМОРО, участва в Илинденското въстание от 1903 година, когато е ранен, а баща му Анастас и чичо му са убити.
Емигрира в САЩ и се установява в Гери, Индианаполис, там членува в МПО „Родина“ и е дългогодишен неин председател. Умира на 3 юни 1940 година.